# Jean Évangéliste Bernadotte
Jean Évangéliste Bernadotte, född 15 december 1754 i Pau i Béarn, död där 11 augusti 1813, var en fransk baron och jurist. Han var äldre bror till fältmarskalk Jean-Baptiste Bernadotte, sedermera Karl XIV Johan av Sverige och Norge.

## Biografi
Jean Évangéliste Bernadotte föddes som son till sakföraren Henri Bernadotte och Jeanne Saint-Jean i den franska staden Pau. Jean var ett vanligt namn bland männen inom släkten Bernadotte, så för att kunna särskiljas fick han namnet Évangéliste efter evangelisten Johannes.

### Vuxenliv
Bernadotte tog över faderns sakförarverksamhet och avancerade med tiden till advokat. Han hade nära kontakt med sin bror Jean-Baptiste Bernadotte och bistod den unga militären med ”moralisk utbildning, hans ekonomiska angelägenheter och hans fortkomst på karriärens stenbelagda väg.”

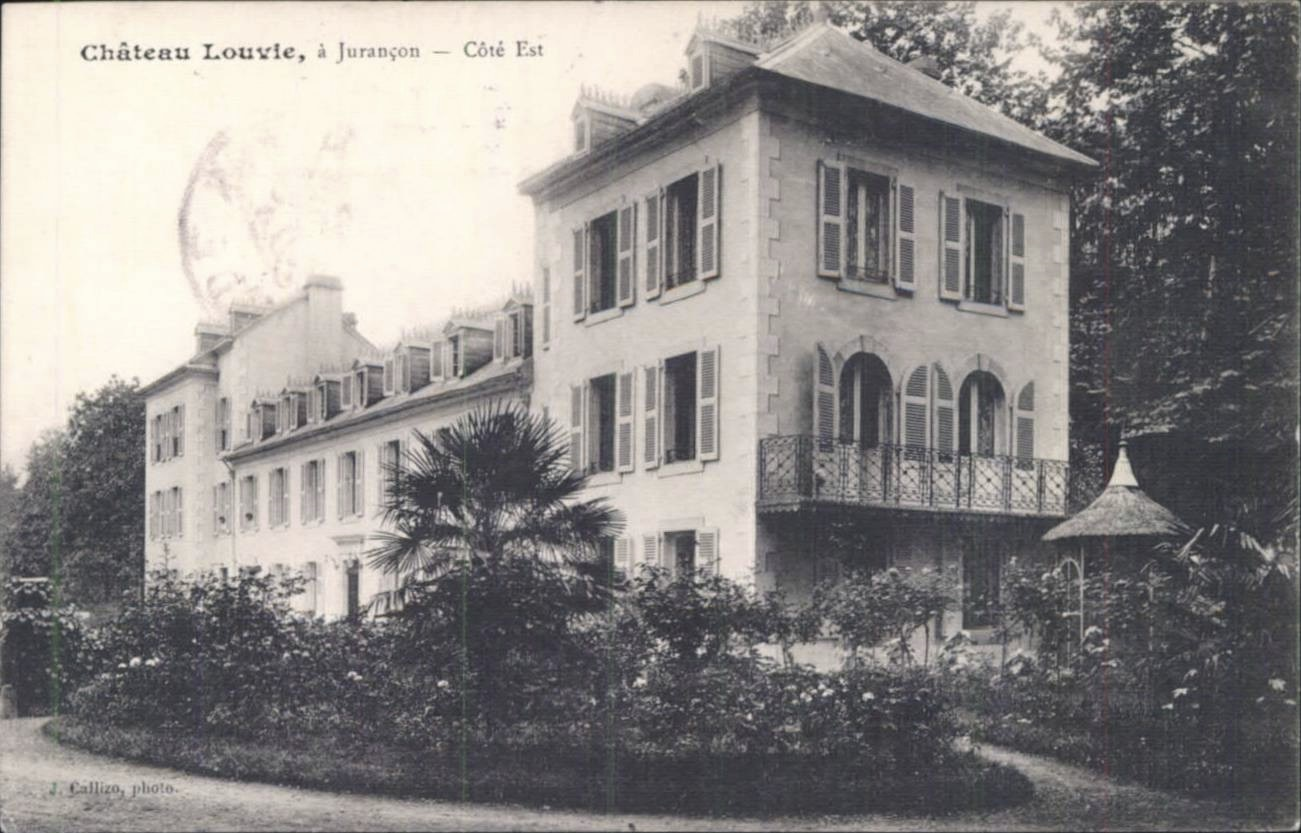
Louvie slott cirka 1910.

När Jean-Baptiste senare avancerat till kejsardömets elit och blivit furste av Ponte Corvo kunde han belöna sin äldre broder på olika sätt. Jean Évangéliste Bernadotte utnämndes till chef för skogs- och vattenvårdsstyrelsen i landskapet Béarn. Han fick en tillhörande guldsmidd uniform, och när han gick i pension 1807 fick han utse sin svärson som efterträdare och mottaga Hederslegionen.
Bernadotte upphöjdes den 18 augusti 1810 till baron av kejsare Napoleon I, efter rekommendation av sin bror Jean-Baptiste, som nyligen utnämnts till svensk kronprins. Han fick av sin bror även ta emot Château Louvie i Jurançon som kejsaren gjorde till fideikommiss.

### Privatliv och övrigt
Jean Évangéliste Bernadotte var gift med Marie Saint-Pau (1774–1858). De fick fem barn, varav tre överlevde till vuxen ålder. Deras äldsta son Gustave blev baron vid faderns död 1813. Baronätten Bernadotte utgick på svärdssidan med den femte baronen Louis Henry Bernadotte (1877–1966). Jean Évangéliste Bernadotte är farfars farfars farfars bror till Sverige nuvarande kung Carl XVI Gustaf. 

## Utmärkelser
- Riddare av Hederslegionen, 14 mars 1807.[4]